# Cartographie hydrogéomorphologique
 (avril 2015).
Si vous disposez d'ouvrages ou d'articles de référence ou si vous connaissez des sites web de qualité traitant du thème abordé ici, merci de compléter l'article en donnant les références utiles à sa vérifiabilité et en les liant à la section « Notes et références ».
Pour les articles homonymes, voir HGM.
La cartographie hydrogéomorphologique (HGM) est une méthode de cartographie des zones inondables qui s’appuie sur une interprétation géomorphologique des plaines alluviales. Elle permet grâce à son approche naturaliste de spatialiser une emprise maximale des inondations par débordement de cours d'eau ou par ruissellements.

## Fondements scientifiques
Spatialiser les zones inondables en analysant la géomorphologie de la plaine alluviale est un principe que plusieurs géographes et géomorphologues du XXe siècle mettent en avant. En France, Jean Tricart propose dès 1960 de distinguer plusieurs lits fluviaux, qui se détachent du versant . Dans la littérature anglo-saxonne, des auteurs s'intéressent également à la possibilité de délimiter les zones inondables grâce à la géomorphologie. Dans le but d'amener une alternative à l'approche hydraulicienne de l'aléa inondation, Wolman propose d'analyser les formes de la plaine alluviale et de l'associer à l'analyse de la végétation et de la pédologie, et de favorise ainsi une vision naturaliste de la plaine alluviale. Victor R. Baker souhaite relier directement l’interprétation de la géomorphologie des zones inondables à des crues historiques. Il démontre que l’extension de la crue de 1952 qui touche la rivière Pedernales au Texas est délimitée par un conglomérat. Il met en évidence la relation entre zone inondable et interprétation géomorphologique. Il préconise d’utiliser cette approche à une échelle régionale en prétextant un coût relativement faible et une rapidité d’exécution.
L’interprétation des unités hydrogéomorphologiques repose sur deux hypothèses. La première d’entre elles suppose la stabilité depuis le début de l’Holocène (≈ 10000 BP) du système fluvial qui a mis en place la plaine alluviale active (lit majeur, lit moyen et lit mineur). La seconde considère que les surfaces qui la composent sont susceptibles d’être à nouveau inondées.
La cartographie hydrogéomorphologique est issue d'une discipline scientifique : la géomorphologie, qui est une science qui étudie, décrit et interprète les formes du relief terrestre. Elle se  divise  en  plusieurs  branches, dont  la  géomorphologie fluviale qui étudie la formation et le fonctionnement des  plaines  alluviales  des  cours  d’eau  sur  lequel  se  fonde  la cartographie hydrogéomorphologique, méthode  appliquée  au  diagnostic  des zones inondables.

## Les principes de la cartographie HGM

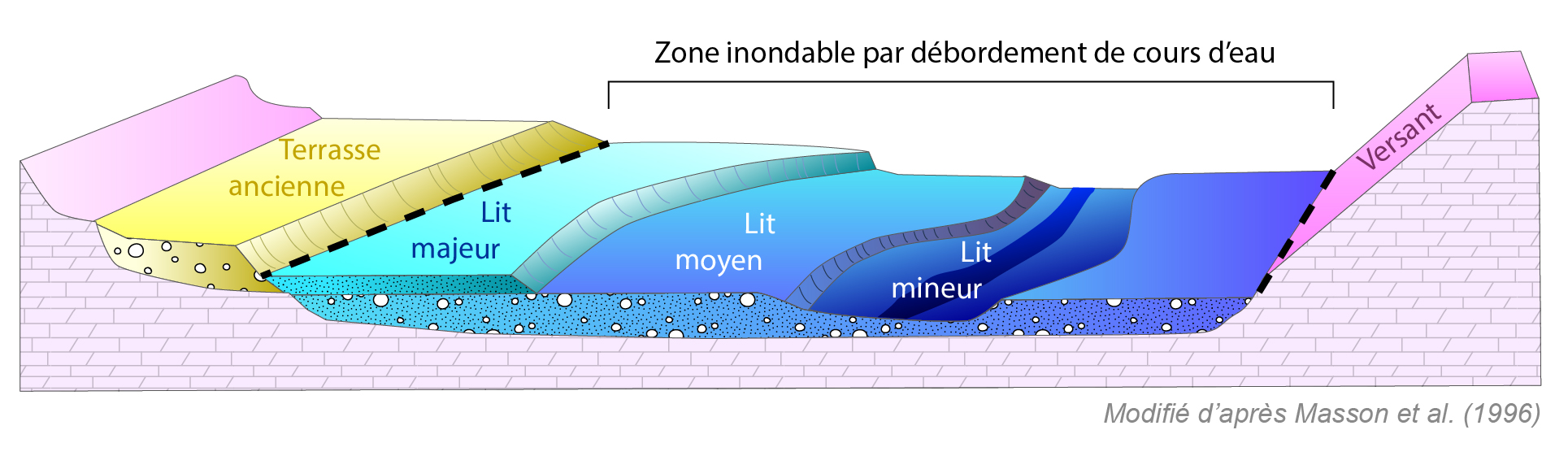
Les unités de la plaine alluviale et de l'encaissant identifiées par la méthode HGM

C’est une approche qualifiée de « naturaliste » car elle se fonde principalement sur l’observation et l’interprétation du terrain naturel. Une  plaine  alluviale est composée de plusieurs unités hydrogéomorphologiques : ce sont les différents lits topographiques que la rivière a façonnés dans le fond de vallée au fil des siècles, au fur et à mesure des crues successives. Ces lits résultent d’une combinaison entre les phénomènes d’accumulation des sédiments et leur érosion. En effet, chaque crue dépose des matériaux  dans certains secteurs, tandis qu’elle érode  ailleurs. C’est  le  rapport entre ces deux phénomènes qui préside au façonnement progressif des différentes unités. L’accumulation dans le temps des sédiments construit les lits hydrogéomorphologiques tandis que l’érosion marque leurs limites (talus) et modèle leur surface.
L’étude de ces unités hydrogéomorphologiques constitue la base de la méthode. Elles sont des témoins des crues passées et récentes dont elles traduisent le fonctionnement et l’extension, ce qui permet d’identifier les zones inondables correspondantes. Plusieurs grandes crues en 1992 (Vaison-la-Romaine), 1999 et 2018 (Aude) et 2002 (Gard), 2010 (Var) ont rempli les plaines alluviales et validé ainsi l’utilisation de la méthode pour délimiter les zones inondables actuelles.

## Les critères d'identification de la zone inondable

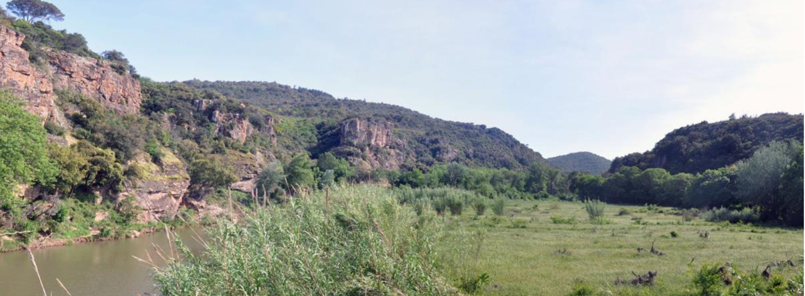
Versants calcaires entourant le lit majeur de l'Argens (83)

- la géologie : l'analyse des cartes géologiques et des formations rencontrées constitue une porte d'entrée indispensable pour comprendre les formes rencontrées sur le terrain. La visibilité d'un escarpement calcaire proche d'un cours d'eau constitue par exemple une limite de zone inondable nette.
- La  morphologie : reconnaissance des talus, des ruptures de pente, des micro-topographies, de toutes les structures topographiques. Une zone inondable demeure une surface sub horizontale, car construite par sédimentation des limons de crue, donc toute rupture de pente est susceptible d'indiquer un changement d'unité géomorphologique.
- La sédimentologie : analyse de la granulométrie, de la nature, de la couleur des formations superficielles, étude des coupes naturelles dans les terrains. La granulométrie des sédiments fournit une indication sur les vitesses des courants qui les ont déposés.
- Les traces d’inondation : laisses de crues, érosions, dépôts de sédiments dans le lit majeur, traces des courants sur les photographies aériennes.
- La végétation : une végétation hygrophile (Saule, Aulne, Frêne, Peuplier...) typique des ripisylve indique la présence d'eau dans le sol et constitue un bon indicateur de l'inondabilité d'une zone. Par opposition, la présence d'espèce xérophiles (Chêne vert, Pin d'Alep, Romarin, Sauge Sclarée...).
- Par ailleurs, l’analyse des crues historiques fournit des informations qui permettent de confirmer l’étude hydrogéomorphologique. Par exemple, la présence d'un repère de crue constitue un indice solide pour valider une zone inondable.Repère de crue de la Loire

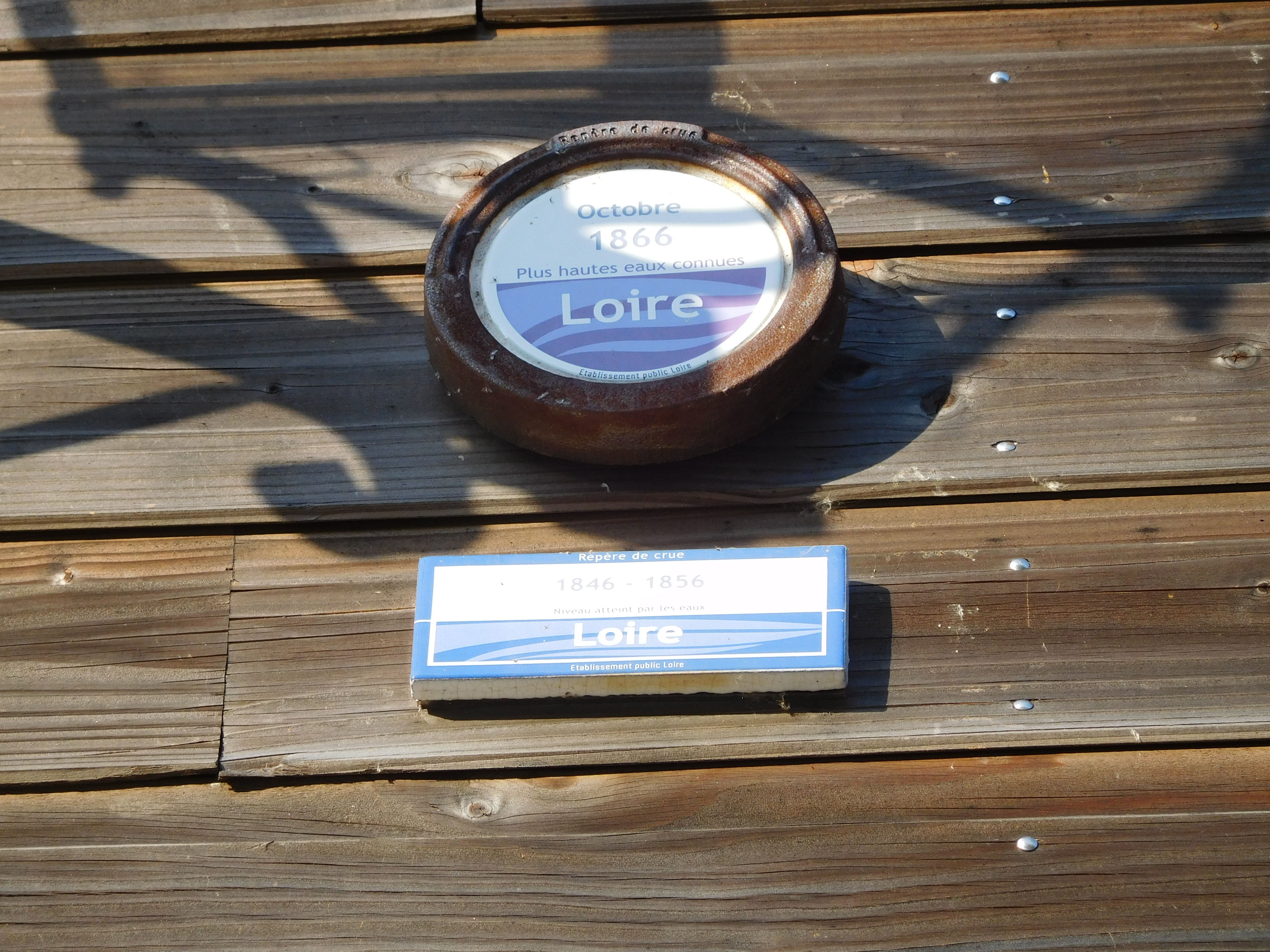
Repère de crue de la Loire

## Les critères d'identification de la zone de mobilité latérale
L'interprétation des unités

## Application de la méthode dans différents pays

### Canada
Au Québec, 

### États-Unis
Dans l'état du Vermont, 